# バーラティ・アシャ・サハイ・チョードリー

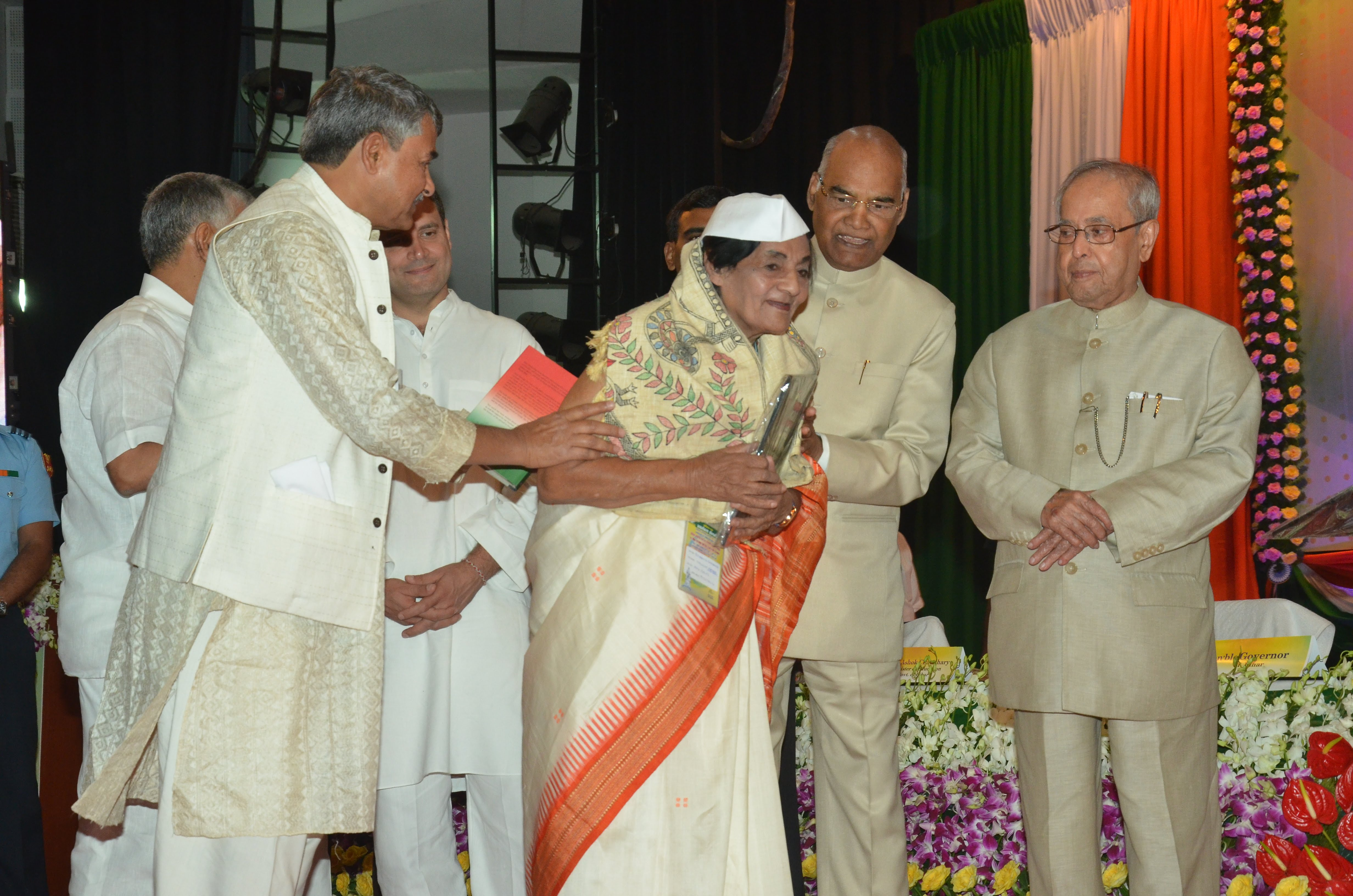
中尉であるバーラティ・アシャ・サハイ・チョウドリーが、ラーム・ナート・コーヴィンド大統領とプラナブ・ムカルジー元大統領から祝辞を受ける様子。

バーラティ・アシャ・サハイ・チョードリー（旧姓：アシャ・セン・サハイ、日本語の通称：朝子）は、インド国民軍のジャーンシー王妃連隊の中尉であり、インド独立運動に参加した女性軍人である。

## 経歴
バーラティ・アシャ・セン・サハイは1928年に日本の神戸で生まれた。
彼女のビハール出身の父、アナンド・モハン・サハイは過激なナショナリストであり、スバス・チャンドラ・ボースの政治顧問であった。彼は日本の神戸でインド国民会議の支部を立ち上げる前は、ラージェーンドラ・プラサード博士の親しい協力者であり、ラース・ビハリ・ボースとも緊密に協力していた 。バーラティ・アシャのベンガル人の母サティ・センは、チッタランジャン・ダスの姉妹であり、女性革命家の一人であったウルミラ・デヴィの娘であった。両親ともにナショナリストであったため、愛国心の種が娘の心に植え付けられた。彼女は国の名前にちなんで「バーラティ」、そして国の独立への希望から「アシャ」と名付られけた。日本の友人たちからは「朝子」と呼ばれた 。
神戸の小学校を卒業後、昭和高等女学校（昭和女子大学の前身）に進学。高校生であった「朝子」が15歳の時、東京で初めて革命家チャンドラ・ボースに会ったのは、母サティ・センを通じてであった。母はアシャに「私はすでにあなたの父と叔父を母なるインドの手に委ねました。今、あなたはもはや私の娘ではなく、インドの娘です。」と語った 。その時から、アシャは国の独立のために自身を捧げた。チャンドラ・ボースは彼女に、頭を高く上げて「ジャイ・ヒンド」と言うように教えた。
彼女の武器訓練はタイのバンコクで行われた。彼女はリボルバーの扱いに長けていた。17歳で、彼女は独立運動のためにジャーンシーのインド国民軍の婦人部隊であるジャーンシー王妃連隊に加わった。1942年にアンダマン・ニコバル諸島が解放されると、彼女もスバス・チャンドラ・ボースの訪問に同行した 。1945年、彼女はジャーンシー王妃連隊で新たに任官された中尉となった。しかし、最終的に日本が降伏すると、彼女は捕虜となった。1946年4月に釈放された後、彼女は父アナンド・モハン・サハイと叔父サティヤデヴ・サハイと共にコルカタに戻った。
アシャは幼い頃から日記をつける習慣があった。1943年から1947年の間に日本語で書かれた『アシャさんの戦争日記：東京からネタジのインド国民軍まで』（The War Diary of Asha-san: From Tokyo to Netaji's Indian National Army）は、インド独立運動の最も重要な個人的な記録の一つとなっている 。独立から20年後、バーラティ・アシャは1943年から1947年までの日記を、まず『アシャさんのスバス日記』（Asha-san ki Subhash Diary）という題名でヒンディー語に翻訳した。それは1973年にヒンディー語の雑誌『ダルマユグ』に13回にわたって連載された。後に、彼女の孫娘タンヴィ・シュリーヴァースタヴァがヒンディー語から英語に翻訳した。
2025年8月12日、インドのビハール州パトナの自宅で死去。